# Chapelle-Montlinard
Chapelle-Montlinard é uma comuna francesa na região administrativa do Centro, no departamento Cher. Estende-se por uma área de 16,87 km². Em 2010 a comuna tinha 479 habitantes (densidade: 28,4 hab./km²).